# 安部和寿
安部 和寿（あべ かずとし、1927年2月1日 - 2016年11月7日）は、日本の経営者。近畿日本ツーリスト社長を務めた。

## 来歴・人物
島根県出身。1950年に東京大学法学部法律学科を卒業し、同年に近畿日本鉄道に入社。1981年6月に取締役、1983年6月に常務、1985年6月に専務を経て、1989年6月に副社長に就任。1991年3月に近畿日本ツーリスト取締役に就任し、同年6月副社長を経て、1993年3月には社長に昇格。1997年3月に取締役相談役に就任し、1998年3月には相談役に就任。
2016年11月7日に老衰のために死去。89歳没。